# دره ارواح سبزوار

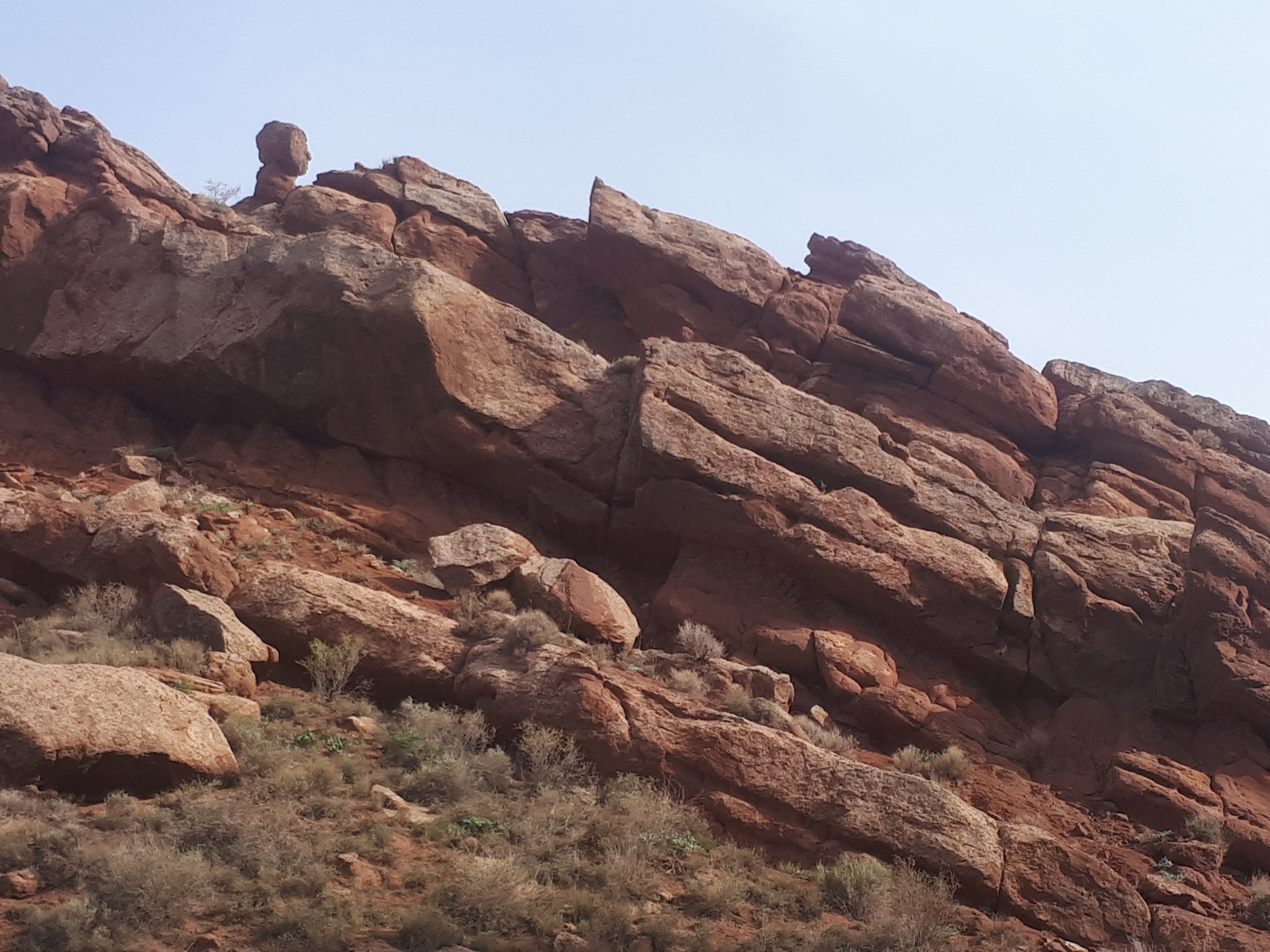
تندیس نبرد انسان و حیوان- فروردین ۱۴۰۱

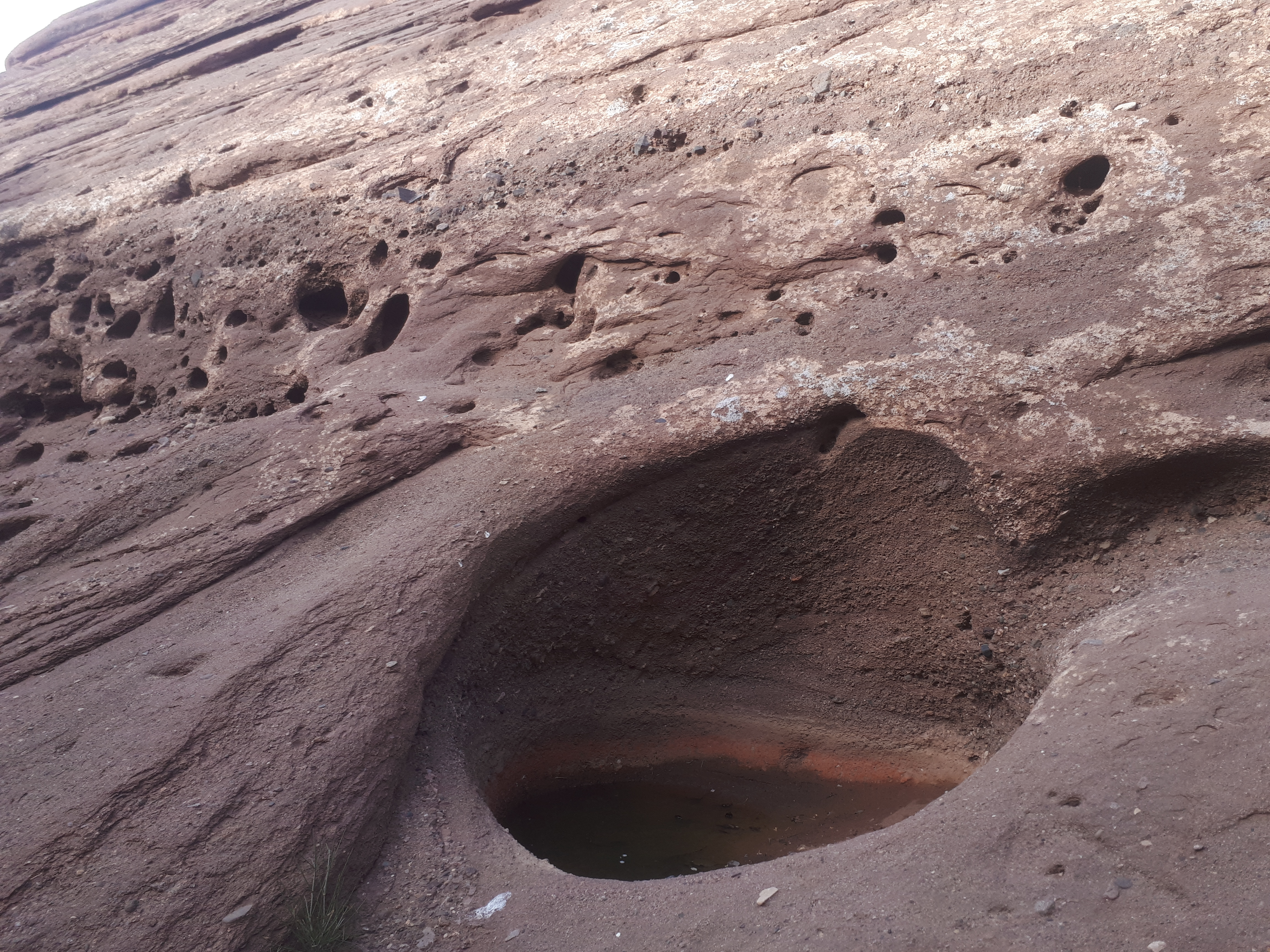
فروگودال آب- فروردین ۱۴۰۱

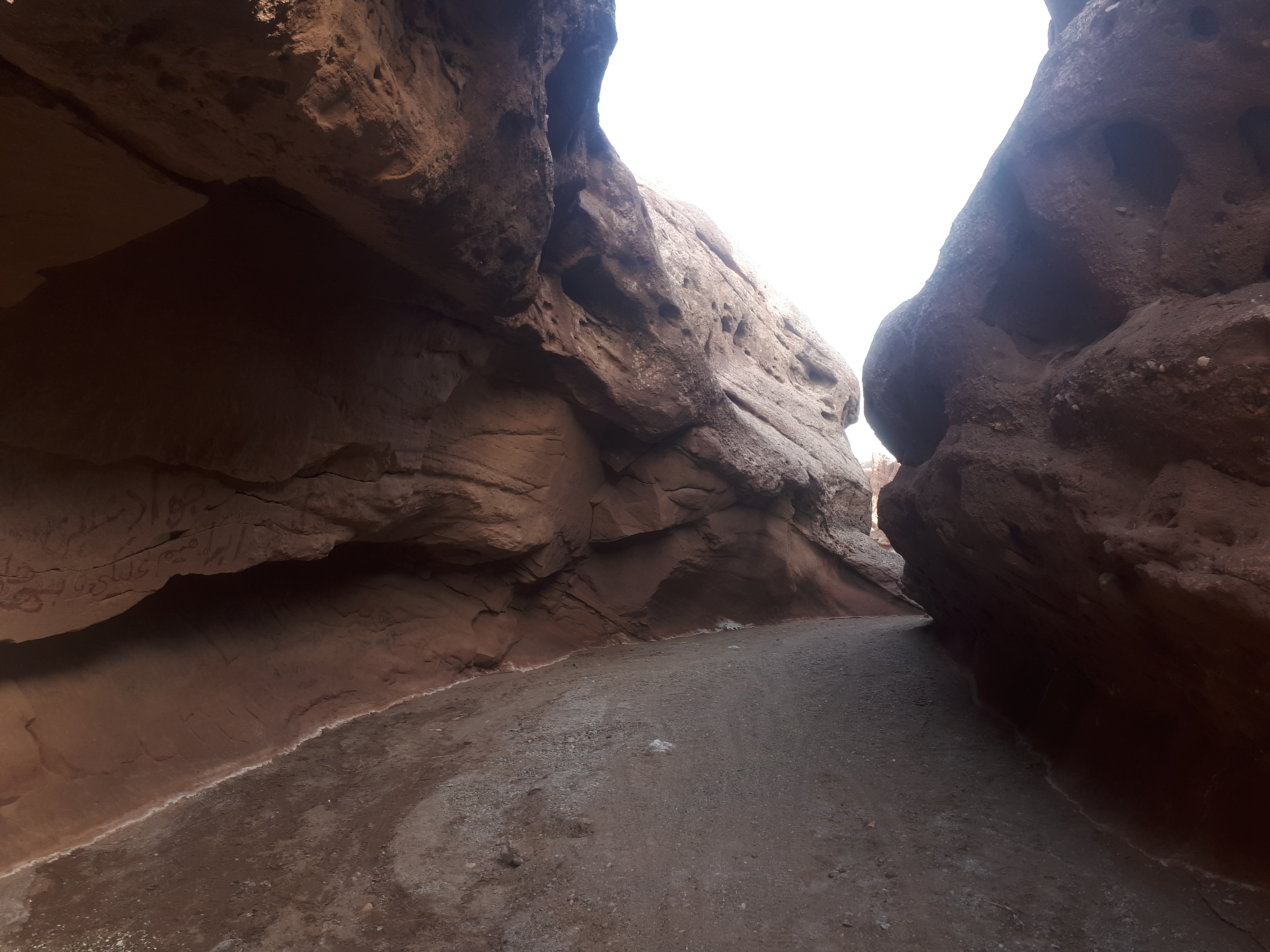
دالان- فروردین ۱۴۰۱

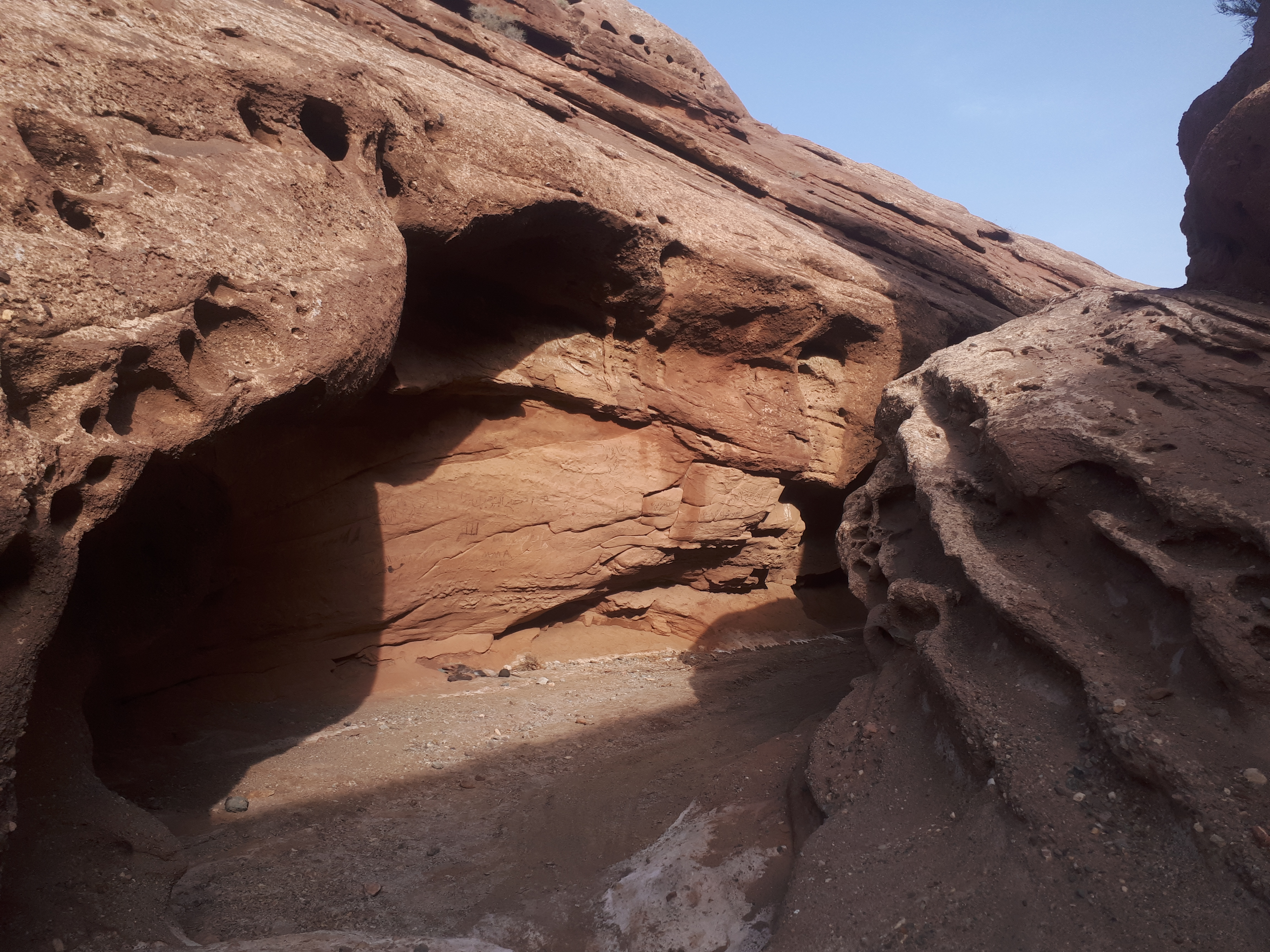
دالان- فروردین ۱۴۰۱

دره ارواح سبزوار یکی از جاذبه های طبیعی منحصر به فرد  ایران است که در ۳ کیلومتری جنوب غرب روستای چاه سوخته و در ۵۵ کیلومتری جنوب سبزوار واقع شده است. از لحاظ زمین شناسی تناوب رسوبی کواترنری و مارن و کنگلومرا در این دره باعث شده است که اشکال زیبایی در آن ایجاد گردد. این اشکال شامل لاک پشت، قورباغه، مجسمه ابولهول، زن و مرد سر شتر، سر خروس و غیره هستند که ذهن هر بیننده ای را به حیرت وا می دارد. در انتهای این دره آبشارهای زیبای فصلی وجود دارد. 
در قسمتی از انتهای دره، دره به قدری باریک و وحشتناک می شود که گاهی دو انسان نمی تواند از آن قسمت عبور کنند. در این دره رد پای حیواناتی نظیر آهو قابل مشاهده است که این امر گویای بکر بودن منطقه است. در  دره ارواح سبزوار رودخانه کوچکی جریان دارد که آب آن کمی شور می باشد. علت این امر وجود لایه های زمین شناسی مارنی است که از نمک تشکیل شده است. علاوه بر این ستون های سنگی زیبا و جالبی در این دره مشاهده می گردد که حاصل فرسایش آبی هستند.